# Lennart Carlsson (fotograf)
Lennart Carlsson, född 23 april 1937 i Lund, död 24 februari 2010 i Lund, var en svensk filmfotograf.
Lennart Carlsson blev redan som 15-åring assistent åt Gustaf Mandal, filmfotograf och belysningsmästare vid den legendariska experimentscenen  Lilla teatern i Lund (1952–1956). Carlsson var också belysningsmästare vid  Lunds katedralskolas teaterförening Scenia, vid Lunds studentteater samt vid Teater 23 i Malmö. Under åren 1965–1967 genomgick Carlsson fotoutbildningen vid Svenska Filminstitutets filmskola, där hans lärare var Göran Strindberg. Vid filmskolan fotograferade Carlsson några elevfilmer åt Ingvar Skogsberg: "Jessica Lockwood", "Leksaker" samt "OK, Sailor, OK?" och senare en långfilm åt samme regissör, Legenden om Svarta Björn. Han har även fotograferat Uppdraget åt Mats Arehn samt Kristoffers hus åt Lars Lennart Forsberg. Han fotograferade live-scenerna i Dunderklumpen! av Per Åhlin och gjorde specialeffekter till Ronja Rövardotter av Tage Danielsson. Tillsammans med Claes Söderquist gjorde han sex kortfilmer, av vilka kan nämnas "Brev ur tystnaden" (om Kurt Tucholsky) och "Föreställningar om ett liv" (om Carl August Ehrensvärd). Carlsson undervisade under åren 1973–1976 vid kurser i kinematografi vid Lunds universitet.
En utställning av stillbilder visades under perioden 15/9–31/10 2013 på Bibliothèque Nordique vid Place Panthéon, Paris (ingång 6 Rue Valette kl 14-18). Bilderna, som återger Strindbergsmiljöer i Paris, är tagna i februari 1970. Meningen är att de skall läggas ut på nätet.
Lennart Carlsson är begravd på Norra kyrkogården i Lund.